# Réorganisation des corps de cavalerie français (1803)
Pour les articles homonymes, voir Réorganisation des corps de cavalerie français et Amalgame.
L'arrêté du 1er vendémiaire an XII (24 septembre 1803), réorganise les corps de cavalerie de l'armée française et  prescrit un nouvel enrégimentement de la cavalerie, établissant à 80 le nombre de régiments de cavalerie dont 30 de dragons, 26 de chasseurs à cheval, 12 de cuirassiers, 10 de hussards et 2 de carabiniers.

## Historique
L'arrêté du 1er vendémiaire an XII (24 septembre 1803), réorganise les corps de cavalerie de l'armée française et  prescrit un nouvel enrégimentement de la cavalerie, et augmente à 80 le nombre de régiments de cavalerie dont 30 de dragons, 26 de chasseurs à cheval, 12 de cuirassiers, 10 de hussards et 2 de carabiniers.

Cette réorganisation dura sur plusieurs années. 

Ainsi, de l'an XIV à 1814 on éleva à 100 le nombre des corps de cavalerie en créant :
- 2 régiments de cuirassiers (le 13e et le 14e)
- 9 régiments de chevau-légers-lanciers
- 5 régiments de chasseurs à cheval (les 27e, 28e, 29e, 30e et 31e)
- 4 régiments de hussards (les 11e, 12e, 13e et 14e),

Les 12 premiers régiments de cuirassiers furent organisés avec les 12 premiers régiments dits de grosse cavalerie. Les 13e, 14e, 15e, 16e, 17e et 18e de cavalerie devinrent les 22e, 23e, 24e, 25e, 26e et 27e régiments de dragons.

Le 7e bis, les 11e et 12e régiments de hussards devinrent les 28e, 29e et 30e régiments de dragons.

Les 19e, 20e, 21e, 22e, 23e, 24e et 25e régiments de grosse cavalerie furent supprimés et incorporés, savoir:
- Le 19e de cavalerie, dans les 9e, 10e et 11e de régiments de cuirassiers
- Le 20e de cavalerie, dans le 12e régiment de cuirassiers et le 23e régiment de dragons
- Le 21e de cavalerie, dans les 24e et 25e régiments de dragons
- Le 22e de cavalerie, dans les 9e et 12e de régiments de cuirassiers
- Le 23e de cavalerie, dans les 5e, 6e et 7e de régiments de cuirassiers
- Le 24e de cavalerie, dans les 1er et 8e de régiments de cuirassiers
- Le 25e de cavalerie, dans les 2e, 3e et 4e de régiments de cuirassiers

Indépendamment des 100 régiments de cavalerie créés de l'an XII à 1814, on forme, en 1809, 16 régiments :
- 3 régiments provisoires de grosse cavalerie
- 6 régiments provisoires de dragons, portés à 9 l'année suivante
- 4 régiments provisoires de chasseurs
- 5 régiments provisoires de hussards

Ces corps n'eurent qu'une durée éphémère, et rejoignirent bientôt les régiments d'où ils avaient été tirés, ou formèrent de nouveaux corps.
La liste qui suit fait connaître l'historique des régiments de cavalerie réorganisés en l'an XII et années antérieures, ainsi que le précis de leurs campagnes de cette première époque à 1815.

## Régiments de carabiniers

### 1ercarabiniers
Le 1er régiment de carabiniers garde son nom et son rang obtenu en 1796.
Historique
Le 1er régiment de carabiniers fait les campagnes de l'an XIV à la Grande Armée, celle de 1806 au 1er corps de cavalerie de la Grande Armée, celles de 1807 et 1808 au corps de réserve de cavalerie de la Grande Armée, celles de 1809 et 1810 à l'armée du Rhin et au corps de réserve de l'armée d'Allemagne, celle de 1812 au corps d'observation de l'Elbe et au 2e corps de réserve de la Grande Armée et celles de 1813 et 1814 au 2e corps de cavalerie de la Grande Armée. En 1815 il est à la division de réserve de cavalerie.

En 1807, un détachement du 1er carabiniers sera un des éléments permettant la formation des 1er et 2e régiments provisoires de grosse cavalerie.

### 2ecarabiniers
Le 2e régiment de carabiniers garde son nom et son rang obtenu en 1796.
Historique
Comme le 1er carabiniers, le 2e régiment de carabiniers fait les campagnes de l'an XIV à la Grande Armée, celle de 1806 au 1er corps de cavalerie de la Grande Armée, celles de 1807 et 1808 au corps de réserve de cavalerie de la Grande Armée, celles de 1809 et 1810 à l'armée du Rhin et au corps de réserve de l'armée d'Allemagne, celle de 1812 au corps d'observation de l'Elbe et au 2e corps de réserve de la Grande Armée et celles de 1813 et 1814 au 2e corps de cavalerie de la Grande Armée. En 1815 il est à la division de réserve de cavalerie.

En 1807, un détachement du 2e carabiniers sera un des éléments permettant la formation des 1er et 2e régiments provisoires de grosse cavalerie

## Régiments de cuirassiers
Les 12 premiers régiments de cuirassiers furent organisés avec les 12 premiers régiments dits de grosse cavalerie puis en 1809 et 1810, les 13e et 14e cuirassiers furent créés.

### 1ercuirassiers
Le 1er régiment de cuirassiers est formé du 1er régiment de cavalerie et reçoit, en outre les 1er et 2e escadrons du 24e régiment de cavalerie qui avait été dissous.
Historique
Le 1er régiment de cuirassiers fait la campagne de l'an XIV au corps de réserve de cavalerie de la Grande Armée, celles de 1806, 1807 et 1808 aux 1er et 4e corps de réserve de la Grande Armée, celle de 1809 aux armées du Rhin et d'Allemagne (3e corps de cavalerie), celle de 1810 au corps de réserve de l'armée d’Allemagne, celle de 1812 au corps d'observation de l'Elbe et celles de 1813 et 1814 à Hambourg, au 2e corps de cavalerie de la Grande Armée. En 1815 il est à la 1re division de réserve de cavalerie.

En 1807, un détachement du 1er cuirassiers sera un des éléments permettant la formation des 1er et 2e régiments provisoires de grosse cavalerie

### 2ecuirassiers
Le 2e régiment de cuirassiers est formé du 2e régiment de cavalerie et reçoit, en outre le 1er escadron du 25e régiment de cavalerie qui avait été dissous.
Historique
Le 2e régiment de cuirassiers fait la campagne l'an XIII au corps de réserve de cavalerie, celles de l'an XIV à 1808 à la Grande Armée, celles 1809 et 1810 à l'armée du Rhin et au corps de réserve de l'Allemagne, celles de 1811 et 1812 à l'armée d'Allemagne et au corps d’observation de l'Elbe, celle de 1813 au 1er corps de réserve de cavalerie de la Grande Armée et celle de 1814 à Hambourg, au 1er corps de cavalerie. En 1815 il est à la 2e division de réserve de cavalerie.

En 1807, un détachement du 2e cuirassiers sera un des éléments permettant la formation des 1er et 2e régiments provisoires de grosse cavalerie

### 3ecuirassiers
Le 3e régiment de cuirassiers est formé du 3e régiment de cavalerie et reçoit, en outre le 2e escadron du 25e régiment de cavalerie qui avait été dissous..
Historique
Le 3e régiment de cuirassiers fait la campagne de l'an XIV au corps de réserve de cavalerie, celles de 1806, 1807 et 1808 aux 1er et 4e corps de réserve, celles de 1809 et 1810 à l’armée du Rhin, celles de 1811 et 1812 au corps d'observation de l'Elbe et celles de 1813 et 1814 à Hambourg, au 1er corps de cavalerie. En 1815  il est à la 2e division de réserve de cavalerie.

En 1807, un détachement du 3e cuirassiers sera un des éléments permettant la formation des 1er et 2e régiments provisoires de grosse cavalerie

### 4ecuirassiers
Le 4e régiment de cuirassiers est formé du 4e régiment de cavalerie et reçoit, en outre le 3e escadrons du 25e régiment de cavalerie qui avait été dissous..
Historique
Le 4e régiment de cuirassiers fait les campagnes de l'an XIII, de l'an XIV et de 1806 à l'armée d'Italie, celles de 1807 et 1808 au 3e corps de réserve de cavalerie, celles de 1809 et 1810 au 2e corps de l'armée d’Allemagne et au 11e corps de réserve de cavalerie, celle de 1811 au camp d'Utrecht, celle de 1812 au corps d’observation de l'Elbe et au 3e corps de réserve de la Grande Armée et celles de 1813 et 1814 à Hambourg au 1er corps de cavalerie. En 1815 il est à la 1re division de réserve de cavalerie.

### 5ecuirassiers
Le 5e régiment de cuirassiers est formé du 5e régiment de cavalerie et reçoit, en outre le 1er escadron du 23e régiment de cavalerie qui avait été licencié.
Historique
Le 5e régiment de cuirassiers fait la campagne de l'an XIV au corps de réserve de cavalerie de la Grande Armée,celles de 1806, 1807 et 1808 au 4e corps de réserve de cavalerie, celle de 1809 au 3e corps de l'armée d'Allemagne, celle de 1810 à la 2e division de réserve de l'armée d'Allemagne, celle de 1812 au corps d'observation de l'Elbe, celle de 1813 au 2e corps de cavalerie de réserve de la Grande Armée et celle de 1814 au 1er corps de cavalerie. En 1815 il est à la 1re division de réserve de cavalerie.

En 1807, un détachement du 5e cuirassiers sera un des éléments permettant la formation des 1er et 2e régiments provisoires de grosse cavalerie

### 6ecuirassiers
Le 6e régiment de cuirassiers est formé du 6e régiment de cavalerie et reçoit, en outre le 2e escadron du 23e régiment de cavalerie qui avait été licencié.
Historique
Le 6e régiment de cuirassiers fait les campagnes de l'an XIII de l'an XIV et de 1806 à l'armée d'Italie, celles de 1807 et 1808 au 3e corps de réserve de la Grande Armée, celles de 1809 et 1810 au corps de cavalerie de réserve de l'armée d'Allemagne, celle de 1811 au camp d'Utrecht, celle de 1812 au corps d’observation de l'Elbe et celles de 1813 et 1814 à Hambourg, au 1er corps de cavalerie. En 1815 il est à la 3e division de réserve de cavalerie.

### 7ecuirassiers
Le 7e régiment de cuirassiers est formé du 7e régiment de cavalerie et reçoit, en outre le 3e escadron du 23e régiment de cavalerie qui avait été licencié.
Historique
Le 7e régiment de cuirassiers fait les campagnes de l'an XIII de l'an XIV et de 1806 à l'armée d'Italie, celles de 1807 et 1808 au corps de réserve de cavalerie et au 3e corps de réserve de la Grande Armée, celles de 1809 et 1810 à l'armée du Rhin et aux 2e et 11e corps de cavalerie de l'armée d'Allemagne, celle de 1811 au camp d'Utrecht ; 1812 au corps d’observation de l'Elbe et au 3e corps de réserve de cavalerie et celles de 1813 et 1814 à Hambourg, au 1er corps de cavalerie. En 1815 il est à la 1re division de cavalerie.

### 8ecuirassiers
Le 8e régiment de cuirassiers est formé du 8e régiment de cavalerie et reçoit, en outre le 3e escadron du 24e régiment de cavalerie qui avait été licencié.
Historique
Le 8e régiment de cuirassiers fait les campagnes de l'an XIII de l'an XIV et de 1806 à l'armée d'Italie, celles de 1807 au corps de cavalerie de réserve de la Grande Armée, celle de 1808 au 3e corps de cavalerie de la Grande Armée, celles de 1809 et 1810 au 2e corps de cavalerie de l'armée d'Allemagne, celle de 1812 au corps d'observation de l'Elbe et au 2e corps de la Grande Armée et celle de 1813 et 1814 au 2e corps de réserve de cavalerie et en garnison à Hambourg. En 1815 il est à la 4e division de réserve de cavalerie.

### 9ecuirassiers
Le 9e régiment de cuirassiers est formé du 9e régiment de cavalerie et reçoit, en outre une partie des 19e et 22e régiment de cavalerie qui avaient été licenciés.
Historique
Le 9e régiment de cuirassiers fait la campagne de l'an XIV au corps de cavalerie de réserve de la Grande Armée, celles de 1806, 1807 et 1808 au 1er corps de cavalerie de la Grande Armée, celles de 1809 et 1810 aux armées du Rhin et d'Allemagne, celles de 1811 et 1812 au corps d'observation de l'Elbe et celles de 1813 et 1814 au 1er corps de réserve de cavalerie et en garnison à Hambourg. En 1815 il est à la 3e division de réserve de cavalerie.

En 1807, un détachement du 9e cuirassiers sera un des éléments permettant la formation des 1er et 2e régiments provisoires de grosse cavalerie

### 10ecuirassiers
Le 10e régiment de cuirassiers est formé du 10e régiment de cavalerie et reçoit, en outre une partie du 19e régiment de cavalerie qui avait été licencié.
Historique
Le 10e régiment de cuirassiers fait la campagne de l'an XIV au corps de réserve de cavalerie, celle de 1806 au 4e corps de réserve de la Grande Armée celles de 1807 et 1808 au 4e corps de grosse cavalerie de la Grande Armée, celle de 1809 et 1810 à l'armée du Rhin et aux 3e et 2e corps de réserve de cavalerie de l'armée d'Allemagne, celle de 1812 au corps d'observation de l'Elbe et celles de 1813 et 1814 au 2e corps de cavalerie de la Grande Armée et en garnison à Hambourg. En 1815 il est à la 3e division de cavalerie de réserve.

En 1807, un détachement du 10e cuirassiers sera un des éléments permettant la formation des 1er et 2e régiments provisoires de grosse cavalerie

### 11ecuirassiers
Le 11e régiment de cuirassiers est formé du 11e régiment de cavalerie et reçoit, en outre une partie du 19e régiment de cavalerie qui avait été licencié..
Historique
Le 11e régiment de cuirassiers fait la campagne de l'an XIV au corps de réserve de cavalerie de la Grande Armée, celles de 1806, 1807 et 1808 au 4e corps de réserve de cavalerie, celles de 1809 et 1810 aux armées du Rhin et d'Allemagne et au 3e et 2e corps de cavalerie de réserve, celles de 1812 et 1813 au corps d’observation de l'Elbe et au 1er corps de cavalerie de la Grande Armée et celle de 1814 au 1er corps de cavalerie et à la garnison de Hambourg. En 1815, il est à la 4e division de réserve de la cavalerie.

En 1807, un détachement du 11e cuirassiers sera un des éléments permettant la formation des 1er et 2e régiments provisoires de grosse cavalerie

### 12ecuirassiers
Le 12e régiment de cuirassiers est formé du 12e régiment de cavalerie  et reçoit, en outre une partie des 20e et 22e régiment de cavalerie qui avaient été licenciés.
Historique
Le 12e régiment de cuirassiers fait la campagne de l'an XIV au corps de cavalerie de réserve de la Grande Armée, celle de 1806, 1807 et 1808 au 4e corps de réserve de cavalerie, celles de 1809 et 1810 aux armées du Rhin et d'Allemagne et aux 3e et 2e corps de cavalerie de réserve, celles de 1811 et 1812 au corps d'observation de l'Elbe et celles de 1813 et 1814 au 1er corps de cavalerie de réserve de la Grande Armée et à la garnison de Hambourg. En 1815 il est à la 1re division de cavalerie de réserve.

En 1807, un détachement du 12e cuirassiers sera un des éléments permettant la formation des 1er et 2e régiments provisoires de grosse cavalerie

### 13ecuirassiers
Le 13e régiment de cuirassiers est formé le 24 décembre 1809 des 1er et 2e régiments provisoires de grosse cavalerie.
Historique
Alors en difficulté en Espagne, Napoléon Ier créé, le 16 octobre 1807, deux régiments provisoires de grosse cavalerie, formés de détachements provenant des 1er et 2e régiments de carabiniers, et des 1er, 2e et 3e régiments de cuirassiers avec des débris des 5e, 9e, 10e, 11e et 12e qui prennent le nom de 1er et 2e régiments provisoires de grosse cavalerie.

Après la destruction du 2e régiment provisoire de grosse cavalerie à la bataille de Bailen, ses débris sont réunis au 2e régiment provisoire de grosse cavalerie, l'ensemble prenant le nom de 13e régiment de cuirassiers.

Le 13e régiment de cuirassiers fait la campagne de 1810 à l'armée d'Espagne, celles de 1811 et 1812 à l'armée d'Aragon, celle de 1813 au 10e corps de la Grande Armée, au 3e corps de cavalerie et au corps d'observation de Bavière et celle de 1814 au 5e corps de cavalerie et à la garnison de Dantzig. En 1815, il est au 1er corps d'armée.

### 14ecuirassiers
Le 14e régiment de cuirassiers est formé septembre 1810 à partir du 2e de cuirassiers hollandais.
Historique
Le 2e Regiment Dragonders de l'armée hollandaise est créé le 17 septembre 1806. Après avoir pris le nom de 2e Regiment Cavalerie il devient 2e Regiment Kurassiers, le 1er mars 1807, mais il n'est réellement cuirassé qu'en octobre 1809. Le 14e régiment de cuirassiers est créé par décret du 18 août 1810, après l'annexion du Royaume de Hollande, à partir du 2e Regiment Kurassiers Hollandais.

Le régiment fait les campagnes de 1811 au camp d'Utrecht, celle de 1812 au corps d'observation de l'Elbe et au 3e corps de cavalerie de réserve de la Grande Armée, celles de 1813 et 1814 au 1er corps de cavalerie de la Grande Armée.

## Régiments de dragons
Les 21 premiers régiments de dragons furent reconduits et les 13e, 14e, 15e, 16e, 17e et 18e de cavalerie et les 7e bis, les 11e et 12e régiments de hussards devinrent les 22e, 23e, 24e, 25e, 26e, 27e, 28e, 29e et 30e régiments de dragons.

### 1erdragons
Le 1er régiment de dragons garde son nom et son rang obtenu en 1796.
Historique
Le 1er régiment de dragons fait les campagnes de l'an XII et de l'an XIII au 1er corps de cavalerie de réserve, celle de l'an XIV à la Grande Armée, celles de 1806 et 1807 au corps de cavalerie de réserve et au corps d'observation de la Gironde, celle de 1808 à l'armée de Portugal et celles de 1809 à 1811 à l'armée d'Espagne.

Le 18 juin 1811 le régiment devient le 1er régiment de chevau-légers lanciers et le no 1 devient vacant.

### 2edragons
Le 2e régiment de dragons garde son nom et son rang obtenu en 1796.
Le 2e régiment de dragons fait les campagnes de l'an XII et de l'an XIII à la 1re division de réserve de cavalerie, celle de l'an XIV à la Grande Armée, celles de 1806 et 1807 au corps de réserve de cavalerie de la Grande Armée, celles de 1808 à 1812 à l'armée d'Espagne, celle de 1813 à l'armée d'Espagne et au corps d’observation de Bavière et celle de 1814 au 5e corps de cavalerie de la Grande Armée et à la garnison de Dantzig. En 1815 il est à la 4e division de réserve de cavalerie.

### 3edragons
Le 3e régiment de dragons garde son nom et son rang obtenu en 1796.
Historique
Le 3e régiment de dragons fait la campagne de l'an XIII au 2e corps de réserve de la cavalerie, celle de l’an XIV au 1er corps de cavalerie de la Grande Armée, celle de 1806 au 6e corps de réserve de cavalerie, celle de 1807 au corps d’observation de la Gironde, celle de 1808 à l'armée de Portugal, celle de 1809 à l'armée d'Espagne, celles de 1810 aux armées d'Espagne et de Portugal et celle de 1811 à l'armée de réserve de Portugal.

Le 18 juin 1811 le régiment devient le 2e régiment de chevau-légers lanciers et le no 3 devient vacant.

### 4edragons
Le 4e régiment de dragons garde son nom et son rang obtenu en 1796.
Historique
Le 4e régiment de dragons fait les campagnes de l'an XIII et de l'an XIV au 1er corps de réserve de cavalerie, celle de 1806 au 8e corps de cavalerie de la Grande Armée, celle de 1807 au corps d'observation de la Gironde,celle de 1808 à l'armée de Portugal, celles de 1809 à 1812 à l'armée d'Espagne, celle de 1813 à l'armée d'Espagne et au 3e corps de cavalerie de la Grande Armée et celle de 1814 au 6e corps de cavalerie. En 1815 il est à la 6e division de réserve de cavalerie.

### 5edragons
Le 5e régiment de dragons garde son nom et son rang obtenu en 1796.
Historique
Le 5e régiment de dragons fait les campagnes de l'an XIII et de l'an XIV au 2e corps de réserve de la cavalerie de la Grande Armée, celle de 1806 au 4e corps de réserve de cavalerie, celle de 1807 au corps d’observation de la Gironde, celle de 1808 aux armées de Portugal et d'Espagne, celle de 1809 à l'armée d'Espagne et au corps de cavalerie de réserve de l'armée d'Allemagne, celles de 1810, 1811 et 1812 à l'armée d'Espagne, celle de 1813 à l'armée d'Espagne, au 10e corps de la Grande Armée et au 3e corps de cavalerie et celle de 1814 au 6e corps de cavalerie et à la garnison de Dantzig. En 1815 le régiment est au 2e corps de cavalerie.

### 6edragons
Le 6e régiment de dragons garde son nom et son rang obtenu en 1796.
Historique
Le 6e régiment de dragons fait les campagnes de l'an XIII à 1807 aux 2e et 6e corps de réserve de la cavalerie de la Grande Armée, celle de 1808 au 4e corps de cavalerie de réserve, celle de 1809 à l'armée d'Espagne, celles de 1810, 1811 et 1812 à l'armée de Portugal, celle de 1813 à l'armée de Portugal et au corps d’observation de Bavière et celle de 1814 au 5e corps de cavalerie de la Grande Armée. En 1815 il est à la 5e division de cavalerie de réserve.

### 7edragons
Le 7e régiment de dragons garde son nom et son rang obtenu en 1796.
Historique
Le 7e régiment de dragons fait les campagnes de l'an XII, de l'an XIII et de l'an XIV à l'armée de Naples, celle de 1806 aux armées de Naples et d'Italie, celles de 1807 à 1811 à l'armée d’Italie, celles de 1812 et 1813 à l'armée d’Italie et à la 3e division de cavalerie de réserve de la Grande Armée et celle de 1814 au 1er corps de cavalerie. En 1815 il est à la 4e division de réserve de cavalerie.

### 8edragons
Le 8e régiment de dragons garde son nom et son rang obtenu en 1796.
Historique
Le 8e régiment de dragons fait les campagnes de l'an XII, de l'an XIII et de l'an XIV au 2e corps de cavalerie de réserve de la Grande Armée et à la 3e division de la Grande Armée, celle de 1806 au 4e corps de réserve de la cavalerie, celle de 1807 à la division de cavalerie de réserve, celles de 1808 et 1809 à l'armée d'Espagne et celles de 1810 et 1811 aux armées d'Espagne et de Portugal.

Le 18 juin 1811 le régiment devient le 3e régiment de chevau-légers lanciers et le no 8 devient vacant.

### 9edragons
Le 9e régiment de dragons garde son nom et son rang obtenu en 1796.
Historique
Le 9e régiment de dragons fait les campagnes de l'an XII, de l'an XIII et de l'an XIV au 2e corps de cavalerie de réserve de la Grande Armée et à la 3e division de la Grande Armée, celle de 1806 au 4e corps de réserve de la cavalerie, celle de 1807 au corps d'observation de la Gironde, celle de 1808 à l'armée de Portugal et celles 1809 et 1810 à l'armée d'Espagne.

Le 18 juin 1811 le régiment devient le 4e régiment de chevau-légers lanciers et le no 9 devient vacant.

### 10edragons
Le 10e régiment de dragons garde son nom et son rang obtenu en 1796.
Historique
Le 10e régiment de dragons fait les campagnes de l'an XIII et de l'an XIV au 1er corps de cavalerie de réserve de la Grande Armée et à la 2e division de la Grande Armée, celle de 1806 au 6e corps de cavalerie de réserve, celle de 1807 à l'armée du Centre et au camp de Boulogne, celle de 1808 au corps d'observation de la Gironde, celles 1809 et 1810 à l'armée d'Espagne et celle 1811 à l'armée de Portugal.

Le 18 juin 1811 le régiment devient le 5e régiment de chevau-légers lanciers et le no 10 devient vacant.

### 11edragons
Le 11e régiment de dragons garde son nom et son rang obtenu en 1796.
Historique
Le 11e régiment de dragons fait les campagnes de l'an XII et de l'an XIII en Hollande et au 1er corps de cavalerie de réserve de la Grande Armée et à la 2e division de la Grande Armée, celle de l'an XIV et de 1806 au 6e corps de réserve de cavalerie de la Grande Armée, celle de 1807 à la division de réserve de cavalerie de la Grande Armée, celle de 1808 au 4e corps de cavalerie de la Grande Armée, celle de 1809 aux armées d'Espagne et d'Allemagne, celle de 1810 à l'armée de Portugal, celles de 1811 et 1812 à l'armée d'Espagne, celle de 1813 aux armées d'Espagne et d'Allemagne et celle de 1814 en garnison à Dantzig et au 6e corps de cavalerie. En 1815 il est au 6e corps de cavalerie

### 12edragons
Le 12e régiment de dragons garde son nom et son rang obtenu en 1796.
Historique
Le 12e régiment de dragons fait les campagnes de l'an XIII et de l'an XIV au 2e corps de réserve de cavalerie de la Grande Armée, celles de 1806 et 1807 au 4e corps de cavalerie de la Grande Armée puis à la division de réserve de cavalerie, celles de 1808 à 1812 à l'armée d'Espagne, celle de 1813 à l'armée d'Espagne et au 11e corps de la Grande Armée et celle de 1814 au 6e corps de cavalerie et en garnison à Dantzig. En 1815 il est à la 6e division de réserve de cavalerie.

### 13edragons
Le 13e régiment de dragons garde son nom et son rang obtenu en 1796.
Historique
Le 13e régiment de dragons fait les campagnes de l'an XII et de l'an XIII à la 1re division de réserve de la cavalerie , celle de l'an XIV au corps de réserve de cavalerie, celles 1806 et 1807 au 6e corps de cavalerie de réserve de la Grande Armée, celles de 1808 à 1813 à l'armée d'Espagne et celles de 1814 et 1815 en France dans le 5e corps de cavalerie.

### 14edragons
Le 14e régiment de dragons garde son nom et son rang obtenu en 1796.
Historique
Le 14e régiment de dragons fait les campagnes de l'an XII et de l'an XIII à la 1re division de cavalerie de réserve, celle de l'an XIV à la Grande Armée, celle de 1806 au 7e corps de cavalerie, celle de 1807 au corps de réserve de cavalerie, celle de 1808 à l'armée d'Espagne, celle de 1809 aux armées d'Espagne et d'Allemagne, celles de 1810, 1811 et 1812 à l'armée d'Espagne, celle de 1813 à l'armée d'Espagne, au 10e corps de la Grande Armée et au 3e corps de cavalerie et celle de 1814 au 6e corps de cavalerie et en garnison à Dantzig. En 1815 il est au 6e corps de cavalerie.

### 15edragons
Le 15e régiment de dragons garde son nom et son rang obtenu en 1796.
Historique
Le 15e régiment de dragons fait les campagnes de l'an XII et de l'an XIII au 2e corps de réserve de cavalerie et à la 4e division, celle de l'an XIV au 3e corps de réserve de cavalerie, celle de 1806 au 1er corps de réserve de la Grande Armée, celle de 1807 au corps d’observation de la Gironde, celle de 1808 à l'armée de Portugal, celle de 1809 aux armées d'Espagne et d'Allemagne, celle de 1810 aux armées d'Espagne et de Portugal, celles de 1811 et 1812 à l'armée de Portugal, celle de 1813 à l'armée de Portugal et au corps d'observation de Bavière et celle 1814 à l'armée des Pyrénées et au 5e corps de cavalerie de la Grande Armée. En 1815 il est à la 5e division de réserve de cavalerie.

### 16edragons
Le 16e régiment de dragons garde son nom et son rang obtenu en 1796.
Historique
Le 16e régiment de dragons fait les campagnes de l'an XII et de l'an XIII au 2e corps de cavalerie, celle de l'an XIV au corps de réserve de cavalerie, celle de 1806 au 4e corps de cavalerie, celle de 1807 à la division de réserve de cavalerie, celles de 1808 à 1812 à l'armée d'Espagne, celle de 1813 à l'armée d'Espagne et au 3e corps de la Grande Armée et celle 1814 au 6e corps de cavalerie. En 1815 il est à la 5e division de réserve de cavalerie.

### 17edragons
Le 17e régiment de dragons garde son nom et son rang obtenu en 1796.
Historique
Le 17e régiment de dragons fait les campagnes de l'an XII et de l'an XIII au 2e corps de réserve de cavalerie et à la 4e division, celle de l'an XIV au 3e corps de cavalerie de la Grande Armée, celles de 1806 et 1807 au 1er corps de réserve de cavalerie, celle de 1808 à l'armée d'Espagne, celle de 1809 aux armées d'Espagne et d'Allemagne, celles de 1810, 1811 et 1812 à l'armée d’Espagne, celle de 1813 à l'armée d’Espagne, au 10e corps de la Grande Armée et à la 3e division de cavalerie et celle de 1814 au 6e corps de cavalerie et en garnison à Dantzig. En 1815 il est à la 6e division de réserve de cavalerie.

### 18edragons
Le 18e régiment de dragons garde son nom et son rang obtenu en 1796.
Historique
Le 18e régiment de dragons fait les campagnes de l'an XII et de l'an XIII au 2e corps de réserve de cavalerie, celles de l'an XIV et 1806 au 1er corps de cavalerie de la Grande Armée, celle de 1807 au corps de réserve de cavalerie, celles de 1808 à 1812 à l'armée d'Espagne, celle de 1813 à l'armée d'Espagne et au corps d'observation de Bavière  et celle de 1814 au 5e corps de cavalerie. En 1815 il est au 7e corps d’armée.

### 19edragons
Le 19e régiment de dragons garde son nom et son rang obtenu en 1796.
Historique
Le 19e régiment de dragons fait les campagnes de l'an XII en Hollande, celle de l'an XIII au 1er corps de réserve de cavalerie et à la 4e division de cavalerie, celle de l'an XIV au corps de réserve de cavalerie, celles de 1806 et 1807 au 1er corps
de réserve de cavalerie, celle de 1808 à l'armée d'Espagne, celle de 1809 aux armées d'Espagne et d'Allemagne, celles de 1810, 1811 et 1812 à l'armée d'Espagne, celle de 1813 à l'armée d'Espagne, au 10e corps de la Grande Armée, à la 3e division de cavalerie de la Grande Armée et au corps d'observation de Bavière et en 1814 au 1er corps de cavalerie. En 1815 il est au 5e corps d'armée.

### 20edragons
Le 20e régiment de dragons garde son nom et son rang obtenu en 1796.
Historique
Le 20e régiment de dragons fait les campagnes de l'an XIII et de l'an XIV au 1er corps de réserve de cavalerie, celle de 1806 au 7e corps de cavalerie de la Grande Armée, celle de 1807 au corps de réserve de cavalerie, celle de 1808 au 6e corps de  cavalerie de la Grande Armée, celle de 1809 aux armées d'Espagne et d'Allemagne, celles de 1810, 1811 et 18l2 à l'armée d'Espagne, celle de 1813 à l'armée d'Espagne, au 10e corps de la Grande Armée, à la 3e division de cavalerie et au corps d'observation de Bavière et celle de 1814 au 6e corps de cavalerie. En 1815 il est au 1er
corps d'armée.

### 21edragons
Le 21e régiment de dragons garde son nom et son rang obtenu en 1796.
Historique
Le 21e régiment de dragons fait les campagnes de l'an XIII et de l'an XIV au 2e corps de réserve de cavalerie, celle de 1806 au 4e corps de cavalerie de la Grande Armée, à la 3e division, celle de 1807 au corps de réserve de cavalerie, celle de 1808 à  l'armée d'Espagne, celle de 1809 aux armées d'Espagne et d'Allemagne, celles de 1810, 1811 et 1812 à l'armée d'Espagne, celle de 1813 à l'armée d'Espagne, au 5e corps de cavalerie de la Grande Armée et au corps d'observation de Bavière et celle de 1814 au 5e corps de cavalerie.

### 22edragons
Le 22e régiment de dragons est formé du 13e régiment de cavalerie le 23 décembre 1802.
Historique
Le 22e régiment de dragons fait la campagne de l'an XIV au corps de cavalerie de réserve de la Grande Armée, celles de 1806 et 1807 au 6e corps de réserve de cavalerie, celle de 1808 à l'armée d'Espagne, celle de 1809 aux armées d'Espagne et d'Allemagne, celles de 1810, 1811 et 1812 à l'armée d'Espagne, celle de 1813 à l'armée d'Espagne et au corps d'observation de Bavière et celle de 1814 au 5e corps de cavalerie.

### 23edragons
Le 23e régiment de dragons est formé du 14e régiment de cavalerie le 23 décembre 1802.
Historique
Le 23e régiment de dragons fait les campagnes de l'an XIII et de l'an XIV à l'armée d'Italie, celle de 1806 à l'armée de Naples, celles de 1807 et 1808 à l'armée d'Italie et à la division des côtes de l'Adriatique, celles de 1809, 1810 et 1811 à l'armée d'Italie, celle de 1812 à l'armée d'Italie et à la 3e division de réserve de cavalerie de la Grande Armée, celle de 1813 au 1er corps de réserve de cavalerie et celle de 1814 au 1er corps de cavalerie.

### 24edragons
Le 24e régiment de dragons est formé du 15e régiment de cavalerie le 23 décembre 1802.
Historique
Le 24e régiment de dragons fait les campagnes de l'an XII et de l'an XIII à l'armée d'Italie, celle de l'an XIV aux armées d'Italie et de Naples, celle de 1806 à l'armée de Naples, celle de 1807 à l'armée d'Italie, celles de 1808 et 1809 aux armées d'Italie et d'Espagne, celles de 1810 et 1811 à l'armée de Catalogne, celle de 1812 aux armées d'Aragon et de Catalogne, celle de 1813 à l'armée d'Aragon et au 5e corps de cavalerie de la Grande Armée et celle de 1814 à l'armée des Pyrénées et au 6e corps de cavalerie.

### 25edragons
Le 25e régiment de dragons est formé du 16e régiment de cavalerie le 23 décembre 1802.
Historique
Le 25e régiment de dragons fait la campagne de l'an XIV au 5e corps de cavalerie de la Grande Armée, celle de 1806 au 1er corps de réserve de cavalerie, celle de 1807 au corps de réserve de cavalerie, celle de 1808 à l'armée d'Espagne, celle de 1809 aux armées d'Espagne et d'Allemagne, celle de 1810 aux armées d'Espagne et de Portugal, celles de 1811 et 1812 à l'armée de Portugal, celle de 1813 à l'armée de Portugal et au corps d'observation de Bavière et celle de 1814 au 5e corps de cavalerie.

### 26edragons
Le 26e régiment de dragons est formé du 17e régiment de cavalerie le 23 décembre 1802.
Historique
Le 26e régiment de dragons fait la campagne de l'an XIV au corps de réserve de la Grande Armée, celle de 1806 au 7e corps de cavalerie, celle de 1808 à l'armée d'Espagne, celle de 1809 aux armées d'Espagne et d'Allemagne, celles de 1810, 1811 et 1812 à l'armée d'Espagne, celle de 1813 à l'armée d'Espagne et au 5e corps de cavalerie de la Grande Armée et celle de 1814 au 6e corps de cavalerie.

### 27edragons
Le 27e régiment de dragons est formé du 18e régiment de cavalerie le 23 décembre 1802.
Historique
Le 27e régiment de dragons fait la campagne de l'an XIV au corps de réserve de cavalerie de la Grande Armée, celle de 1806 au 1er corps de cavalerie, celle de 1807 au corps de réserve de cavalerie, celle de 1808 à l'armée d'Espagne, celle de 1809 aux armées d'Espagne et d'Allemagne, celles de 1810, 1811 et 1812 à l'armée d'Espagne, celle de 1813 aux armées d'Espagne et d'Allemagne et celle de 1814 au 6e corps de cavalerie.

### 28edragons
Le 28e régiment de dragons est formé du 7e régiment bis de hussards le 2 nivôse an XII (23 décembre 1802).
Historique
Le 28e régiment de dragons fait les campagnes de l'an XII et de l'an XIII à l'armée des côtes de la Loire, celle de l'an XIV aux armées d'Italie et de Naples, celle de 1806 à l'armée d'Italie, celle de 1807 aux armées d'Italie et de Naples, celle de 1808 à l'armée de Naples, celle de 1809, 1810 et 1811 à l'armée d'Italie, celle de 1812 à l'armée d'Italie et à la 3e division de cavalerie de réserve de la Grande Armée, celle de 1813 au 1er corps de cavalerie de la Grande Armée et à la 5e division de réserve de la Grande Armée et celle de 1814 au 1er corps de cavalerie.

### 29edragons
Le 29e régiment de dragons est formé du 11e régiment de hussards le 2 nivôse an XII (23 décembre 1802).
Historique
Le 29e régiment de dragons fait les campagnes de l'an XII dans le Piémont, celle de l'an XIII à l'armée d'Italie, celle de l'an XIV aux armées d'Italie et de Naples, celle de 1806 à l'armée de Naples, celle de 1808 aux armées de Naples et d'Italie, celles de 1809, 1810 et 1811 à l'armée d'Italie.

Le 18 juin 1811 le régiment devient le 6e régiment de chevau-légers lanciers et le no 29 devient vacant.

### 30edragons
Le 30e régiment de dragons est formé du 12e régiment de hussards le 2 nivôse an XII (23 décembre 1802).
Historique
Le 30e régiment de dragons fait les campagnes de l'an XII et de l'an XIII à l'armée d'Helvétie, celle de l'an XIV à l'armée d'Italie, celle de 1806 à l'armée de Naples celles de 1807 à 1811 à l'armée d'Italie, celle de 1812 à l'armée d'Italie et au 3e corps de cavalerie de réserve de la Grande Armée, celle de 1813 au 1er corps de réserve de cavalerie et celle de 1814 au  1er corps de cavalerie.

## Régiments de chevau-légers lanciers
La création de cette arme, en France, date de 1807, époque à laquelle l'empereur Napoléon Ier incorpora dans sa garde un pulk polonais formé à Varsovie. Ce corps prit la dénomination de chevau-légers lanciers et fut définitivement organisé le 16 avril 1807.

### 1erchevau-légers lanciers
Le 1er régiment de chevau-légers lanciers est formé par décret impérial du 18 juin 1811 du 1er régiment de dragons. 
Historique
Le 1er régiment de chevau-légers lanciers fait la campagne de Russie de 1812 au corps d'observation de l'Elbe et au 1er corps de cavalerie de réserve de la Grande Armée et participe aux batailles de Smolensk et la Moskowa, celle de 1813 en Allemagne au 1er corps de cavalerie de la Grande Armée et combat à Dresde, Leipzig et Hanau et celle 1814 en France au 1er corps de cavalerie ou il se distingue aux batailles de Reims et de Paris. En 1815, il est en Belgique et combat à Waterloo.

### 2echevau-légers lanciers
Le 2e régiment de chevau-légers lanciers est formé par décret impérial du 18 juin 1811 du 3e régiment de dragons. 
Historique
Le 2e régiment de chevau-légers lanciers fait la campagne de Russie de 1812 au 2e corps de cavalerie et participe aux batailles de la Moskowa et de la Bérézina, celles de 1813 en Allemagne et 1814 en France à la Grande Armée ou il participe aux batailles de Katzbach, de Hanau, de La Rothière, de Montmirail, de Vauchamps, de Bar-sur-Aube et de Fère-Champenoise. 
En 1815, il est aux campagnes de Belgique et de France et s'illustre à la bataille de Mont-Saint-Jean.

### 3echevau-légers lanciers
Le 3e régiment de chevau-légers lanciers est formé par décret impérial du 18 juin 1811 du 8e régiment de dragons. 
Historique
Le 3e régiment de chevau-légers lanciers fait la campagne de Russie de 1812 au corps d'observation de l'Elbe et au 5e corps de cavalerie de réserve de la Grande Armée et participe aux batailles de Polotsk et de la Bérézina, celle de 1813 en Allemagne au 1er corps de cavalerie de la Grande Armée ou il combat aux batailles de Bautzen, Dresde, Leipzig et Hanau et celle de 1814 en France au 1er corps de cavalerie ou il participe aux batailles de Champaubert et de Vauchamps. En 1815, il est Belgique aux batailles de Ligny et de Mont-Saint-Jean.

### 4echevau-légers lanciers
Le 4e régiment de chevau-légers lanciers est formé par décret impérial du 18 juin 1811 du 9e régiment de dragons. 
Le 4e régiment de chevau-légers lanciers fait la campagne de Russie de 1812 au corps d'observation de l'Elbe et au 2e corps de réserve de cavalerie de la Grande Armée et participe aux batailles de la Moskowa et de Winkowo, celles de 1813 en Allemagne et de 1814 en France au 2e corps de cavalerie et participe aux batailles de Leipzig et Hanau et à celles de Champaubert et Vauchamps. En 1815, il est Belgique, au 1er corps d'armée et combat aux batailles de Fleurus et de Waterloo.

### 5echevau-légers lanciers
Le 5e régiment de chevau-légers lanciers est formé par décret impérial du 18 juin 1811 du 10e régiment de dragons.
Le 5e régiment de chevau-légers lanciers fait la campagne de Russie de 1812 au corps d'observation de l'Elbe et au 1er corps de cavalerie de réserve de la Grande Armée ou il est engagé aux batailles de la Moskowa et de Winkowo, et celles de 1813 en Allemagne et 1814 en France au 1er corps de cavalerie de la Grande Armée ou il participe aux batailles de Wachau, de Hanau et de Montmirail. 
  
En 1815 il est au 1er corps d'armée en Belgique et combat Ligny et Mont-Saint-Jean.

### 6echevau-légers lanciers
Le 6e régiment de chevau-légers lanciers est formé par décret impérial du 18 juin 1811 du 29e régiment de dragons.
Le 6e régiment de chevau-légers lanciers fait la campagne de Russie de 1812 au corps d'observation de l'Elbe et au 3e corps de cavalerie de réserve de la Grande Armée ou il est engagé aux batailles de Krasnoïe, de  Smolensk, de la Moskowa et de la Bérézina, celle de 1813 en Allemagne au 3e corps de cavalerie de la Grande Armée et à la 2e division de cavalerie ou il participe aux batailles de Leipzig et de Hanau et celle de 1814 en France au 2e corps de cavalerie de la Grande Armée ou il participe aux batailles de Champaubert, de Montmirail, de Vauchamps, d'Arcis-sur-Aube et de Saint-Dizier. 

En 1815 il est au 2e corps d'armée en Belgique et combat à Fleurus et à Mont-Saint-Jean.

### 7echevau-légers lanciers
Le 7e régiment de chevau-légers lanciers est formé par décret impérial du 18 juin 1811 du 1er régiment de lanciers polonais également appelé 1er régiment de lanciers de la Vistule .
Historique
Le 7e régiment de chevau-légers lanciers fait la campagne de 1812 au corps d'armée du midi de l'Espagne, celle de 1813 en Allemagne aux 6e et 14e corps de la Grande Armée ou il participe aux batailles de Dresde et de Hanau et celle de 1814 en France au 1er corps de cavalerie avec lequel il est engagé à la bataille de Montereau.

### 8echevau-légers lanciers
Le 8e régiment de chevau-légers lanciers est formé par décret impérial du 18 juin 1811 du 2e régiment de lanciers polonais également appelé 2e régiment de lanciers de la Vistule .
Historique
Le 8e régiment de chevau-légers lanciers fait la campagne de Russie de 1812 au corps d'observation de l'Elbe et au 2e corps de cavalerie de réserve de la Grande Armée ou il est engagé aux batailles de Polotsk et de la Bérézina, celle de 1813 en Allemagne au 2e corps de cavalerie de la Grande Armée et à la 1re division de cavalerie ou il participe aux batailles de Lutzen, de Bautzen, de Dresde et de Leipzig et celle de 1814 en France au 1er corps de cavalerie de la Grande Armée ou il participe à la bataille de Champaubert.

### 9echevau-légers lanciers
Le 9e régiment de chevau-légers lanciers est formé par décret impérial du 18 juin 1811 du 30e régiment de chasseurs à cheval.
Historique
Le 9e régiment de chevau-légers lanciers fait la campagne de 1811 au corps d'observation de l'Elbe et en garnison à Hambourg, celle de 1812 en Russie au corps d'observation de l'Elbe et 1er corps de cavalerie de réserve de la Grande Armée ou il est engagé aux batailles de Vitebsk, d'Ostrowno, de la Moskowa et de la Bérézina, celle de 1813 en Allemagne et de 1814 en France au 1er corps de cavalerie de réserve de la Grande Armée ou il participe aux batailles de Mockern, de Kulm et de Vauchamps.

## Régiments de chasseurs à cheval
Les 26 premiers régiments de chasseurs à cheval gardèrent le nom et le rang obtenu en 1796 puis en 1806, 1808, 1810 et 1811 les 27e, 28e, 29e, 30e et 31e régiments de chasseurs à cheval furent créés.

### 1erchasseursà cheval
Le 1er régiment de chasseurs à cheval garde son nom et son rang obtenu en 1796.
Historique
Le 1er régiment de chasseurs à cheval fait les campagnes de l'an XII et de l'an XIII au camp de Bruges, celle de l'an XIV à la Grande Armée et au 3e corps de cavalerie de réserve, celles de 1806, 1807 et 1808 au 3e corps de cavalerie, celles de 1809 et 1810 à l'armée du Rhin et au 3e corps de l'armée d'Allemagne, celles de 1811 et 1812 à l'armée d'Allemagne, au corps d’observation de l'Elbe et au 1er corps de la Grande Armée, celle de 1813 au 1er corps de cavalerie de la Grande Armée et celle de 1814 au 1er corps de cavalerie. En 1815 il est au 2e corps d’armée.

### 2echasseursà cheval
Le 2e régiment de chasseurs à cheval garde son nom et son rang obtenu en 1796.
Historique
Le 2e régiment de chasseurs à cheval fait la campagne de l'an XIII au corps de réserve de cavalerie, celles de l'an XIV à 1808 au 3e corps de réserve de la Grande Armée, celles de 1809 et 1810 à l'armée du Rhin et au 3e corps de l'armée d'Allemagne, celle de 1811 à l'armée d'Allemagne et au corps d'observation de l'Elbe, celle de 1812 au 1er corps de la Grande Armée, celles de 1813 et 1814 au 1er corps de la Grande Armée et au 1er corps de cavalerie. En 1815 il est au 5e corps d'armée.

### 3echasseursà cheval
Le 3e régiment de chasseurs à cheval garde son nom et son rang obtenu en 1796.
Historique
Le 3e régiment de chasseurs à cheval fait les campagnes de l'an XIV et de 1806 à l'armée d'Italie, celle de 1807 aux armées d'Italie et de Dalmatie, celle de 1808, en Silésie, au corps de réserve de cavalerie de la Grande Armée, celle de 1809 au 4e corps de l'armée d'Allemagne, celle de 1810 au corps d’observation de Hollande, celles de 1811 et 1812 à l'armée d'Allemagne, au corps d'observation de l'Elbe et au 1er corps de la Grande Armée, celle de 1813 au 1er corps de la Grande Armée et au 1er corps de cavalerie et celle de 1814 au 1er corps de cavalerie. En 1815 il est au 1er corps d’armée.

### 4echasseursà cheval
Le 4e régiment de chasseurs à cheval garde son nom et son rang obtenu en 1796.
Historique
Le 4e régiment de chasseurs à cheval fait la campagne l'an XII au cantonnement de Saintes, celle de l'an XIII au Piémont dans l'armée d'Italie, celle de l'an XIV à l'armée d’Italie, celles de 1806 et 1807 à l'armée de Naples, celle de 1808 aux armées de Naples et d'Italie, celles de 1809 et 1810 à l'armée de Naples, celle de 1811 à l'armée d'Italie, celle de 1812 au corps d'observation de l'Elbe et au 3e corps de la Grande Armée, celle de 1813 à la Grande Armée. En 1815 il est au 2e corps d'armée.

Une compagnie du 4e régiment de chasseurs à cheval fut embarquée en l'an XIII pour la Martinique. Celle-ci n'est rentrée en France qu'en 1812.

### 5echasseursà cheval
Le 5e régiment de chasseurs à cheval garde son nom et son rang obtenu en 1796.
Historique
Le 5e régiment de chasseurs à cheval fait les campagnes de l'an XII et de l'an XIII dans le Hanovre, celles de l'an XIV, 1806 et 1807 au 1er corps de cavalerie de réserve de la Grande Armée, celles de 1808 à 1813 à l'armée d'Espagne et celle de 1814 à l'armée des Pyrénées. En 1815 il est en France.

### 6echasseursà cheval
Le 6e régiment de chasseurs à cheval garde son nom et son rang obtenu en 1796.
Historique
Le 6e régiment de chasseurs à cheval fait la campagne de l'an XII à l'armée d'Italie, celles de l'an XIII, de l'an XIV et de 1806 à l'armée de Naples, celles de 1807 et 1808 à l'armée d'Italie, celle de 1809 aux armées d'Italie et d'Allemagne, celles de 1810 et 1811 à l'armée d'Italie, celle de 1812 au corps d'observation de l'Elbe et à la 3e division de cavalerie de réserve de la Grande Armée, celle de 1813 à la 3e division de réserve de cavalerie de la Grande Armée et au 2e corps de cavalerie de la Grande Armée et celle de 1814 au 1er corps de cavalerie. En 1815 il est au 2e corps d’armée.

### 7echasseursà cheval
Le 7e régiment de chasseurs à cheval garde son nom et son rang obtenu en 1796.
Historique
Le 7e régiment de chasseurs à cheval fait la campagne de l'an XII au camp de Brest, celle de l'an XIII au corps d'armée d'Irlande, celles de l'an XIV et de 1806 à la 3e division du 7e corps de cavalerie de réserve de la Grande Armée, celles de 1807 et 1808 au corps de réserve de cavalerie, celles de 1809 et 1810 à l'armée du Rhin et au 2e corps de l'armée d'Allemagne, celle de 1811 aux armées d'Espagne et de Portugal, celle de 1812 au corps d'observation de l'Elbe et celles de 1813 et 1814 au 2e corps de cavalerie de la Grande Armée. En 1815 il est au 5e corps d'armée.

### 8echasseursà cheval
Le 8e régiment de chasseurs à cheval garde son nom et son rang obtenu en 1796.
Historique
Le 8e régiment de chasseurs à cheval fait les campagnes de l'an XII et de l'an XIII au camp d'Utrecht, celles de l'an XIV et de 1806 au 2e corps de cavalerie de la Grande Armée, celles de 1807 et 1808 à l'armée d'Italie, celle de 1809 à l'armée d'Allemagne, celles de 1810 et 1811 à l'armée d'Italie, celle de 1812 au corps d'observation de l'Elbe et au 3e corps de la Grande Armée avec lequel il participe à la campagne de Russie et combat à la Moskova et Wiasma, celle de 1813 à la 5e division du corps de réserve de cavalerie de la Grande Armée et celle de 1814 au 1er corps de cavalerie. En 1815, il est en Belgique dans 4e corps d'armée et dans la 7e division de cavalerie.

### 9echasseursà cheval
Le 9e régiment de chasseurs à cheval garde son nom et son rang obtenu en 1796.
Historique
Le 9e régiment de chasseurs à cheval fait les campagnes de l'an XII à 1807 à l'armée de Naples, celle de 1808 aux armées de Naples et d'Italie, celle de 1809 à l'armée d'Allemagne, celles de 1810 et 1811 aux armées de Naples et d'Italie, celle de 1812 au corps d'observation de l'Elbe et au 4e corps de la Grande Armée, celle de 1813 au 4e corps de la Grande Armée et au 1er corps de cavalerie) et celle de 1814 au 1er corps de cavalerie de la Grande Armée. En 1815 il est au 2e corps d'armée.

### 10echasseursà cheval
Le 10e régiment de chasseurs à cheval garde son nom et son rang obtenu en 1796.
Historique
Le 10e régiment de chasseurs à cheval fait les campagnes de l'an XII et de l'an XIII au camp de Montreuil, celui de l'an XIV à l'armée des côtes, celles de 1806 et 1807 au 6e corps de cavalerie de la Grande Armée, celle de 1808 au corps d'observation des Pyrénées-Occidentale et au 2e corps de l'armée d'Espagne, celles de 1809 à 1812 à l'armée d'Espagne, celle de 1813 à l'armée d'Espagne et au 3e corps de cavalerie de la Grande Armée et celle de 1814 à l'armée des Pyrénées. En 1815, il est au 7e corps d'armée.

### 11echasseursà cheval
Le 11e régiment de chasseurs à cheval garde son nom et son rang obtenu en 1796.
Historique
Le 11e régiment de chasseurs à cheval fait les campagnes de l'an XII et de l'an XIII au camp de Saint-Omer, celui de l'an XIV et de 1806 au 4e corps de la Grande Armée, celles de 1807 et 1808 en Silésie et au corps de réserve de cavalerie, celle de  1809 à l'armée du Rhin et au 3e corps de l'armée d'Allemagne, celle de 1810 au 3e corps de l'armée d'Allemagne et à l'armée d'Espagne, celle de 1811 aux armées d'Espagne et de Portugal, celle de 1812 au corps d'observation de l'Elbe, celle de 1813 au 2e corps de cavalerie de réserve de la Grande Armée et celle de 1814 au 2e corps de cavalerie. En 1815 il est au 3e corps d'armée.

### 12echasseursà cheval
Le 12e régiment de chasseurs à cheval garde son nom et son rang obtenu en 1796.
Historique
Le 12e régiment de chasseurs à cheval fait les campagnes de l'an XIV à 1808 au 3e corps de réserve de cavalerie de la Grande Armée, celle de 1809 à l'armée du Rhin et au 5e corps de l'armée d'Allemagne, celle de 1810 au 3e corps de l'armée d'Allemagne et à l'armée d'Espagne, celle de 1811 aux armées d'Espagne et de Portugal, celle de 1812 au corps d'observation de l'Elbe et celle de 1813 et 1814 au 2e corps de cavalerie de la Grande Armée. En 1815 il est au 2e corps d'armée.

### 13echasseursà cheval
Le 13e régiment de chasseurs à cheval garde son nom et son rang obtenu en 1796.
Historique
Le 13e régiment de chasseurs à cheval fait la campagne de l'an XII en Helvétie, celle de l'an XIII au corps de réserve de cavalerie, celles de l'an XIV et de 1806 au 5e corps de réserve de cavalerie et à la 3e division de cavalerie, celles de 1807 et 1808 au 4e corps de cavalerie de la Grande Armée, celle de 1809 au corps de réserve de l'armée d'Allemagne et à la garnison de Hambourg, celle de 1810 à l'armée d'Espagne et au camp de Boulogne, celle de 1811 aux armées d'Espagne et de Portugal, celle de 1812 à l'armée de Portugal, celle de 1813 aux armées d'Espagne et de Portugal et celle de 1814 à l'armée des Pyrénées. En  1815, il est au 5e corps d'armée.

### 14echasseursà cheval
Le 14e régiment de chasseurs à cheval garde son nom et son rang obtenu en 1796.
Historique
Le 14e régiment de chasseurs à cheval fait les campagnes de l'an XIII et de l'an XIV à l'armée d'Italie, celle de 1806 à l'armée de Naples, celles de 1807 et 1808 au corps d'observation de la Gironde, celle de 1809 à l'armée d'Allemagne, celles de 1812 et 1813 aux armées de Portugal et d'Espagne et celles de 1814 et 1815 en France.

Une compagnie du régiment entrera dans l'organisation de la création du 29e régiment de chasseurs à cheval.

### 15echasseursà cheval
Le 15e régiment de chasseurs à cheval garde son nom et son rang obtenu en 1796.
Historique
Le 15e régiment de chasseurs à cheval fait les campagnes de l'an XII à 1806 à l'armée d'Italie, celle de 1807 au 6e corps de la Grande Armée, celles de 1808 et 1809 à l'armée d'Espagne, celles de 1810 et 1811 aux armées d'Espagne et de Portugal, celle de 1812 à l'armée d'Espagne et au corps de réserve de Bayonne, celle de 1813 à l'armée d'Espagne et au 5e corps de cavalerie de la Grande Armée et celle de 1814 à l'armée des Pyrénées et au 6e corps de cavalerie. En 1815 il est au 8e corps d'armée.

Une compagnie du régiment entrera dans l'organisation de la création du 29e régiment de chasseurs à cheval.

### 16echasseursà cheval
Le 16e régiment de chasseurs à cheval garde son nom et son rang obtenu en 1796.
Historique
Le 16e régiment de chasseurs à cheval fait les campagnes de l'an XII et de l'an XIII au camp de Brest, à l'armée des Côtes et au corps d'armée d'Irlande, celle de l'an XIV à 1808 au 4e corps de cavalerie de la Grande Armée et à la 3e division de réserve de la Grande Armée, celle de 1809 à l'armée du Rhin, celle de 1810 au 4e corps de l'armée d'Allemagne et au
corps d'observation de Hollande, celle de 1811 à l'armée d'Allemagne, celle de 1812 au corps d'observation de l'Elbe et celles de 1813 et 1814 au 1er corps de cavalerie de réserve de la Grande Armée.

### 17echasseursà cheval
Le 17e régiment de chasseurs à cheval qui avait été licencié le 16 septembre 1794 fut recréé en 1811.
Historique
Le 17e régiment de chasseurs à cheval fut créé et organisé à Lille.

### 18echasseursà cheval
Le 18e régiment de chasseurs à cheval qui avait été licencié le 18 juillet 1794 fut recréé en 1811.
Historique
Le 18e régiment de chasseurs à cheval fut créé et organisé à Metz

### 19echasseursà cheval
Le 19e régiment de chasseurs à cheval garde son nom et son rang obtenu en 1796.
Historique
Le 19e régiment de chasseurs à cheval fait les campagnes de l'an XII et de l'an XIII sur les côtes du Var, celle de l'an XIV à l'armée d'Italie, celle de 1806 aux armées d'Italie et de Naples, celle de 1807 au 10e corps de la Grande Armée et au corps d'observation de la Gironde, celle de 1808 au 4e corps de réserve de cavalerie, celle de 1809 à l'armée d'Allemagne et au 4e corps, celles de 1810 et 1811 à l'armée d'Illyrie, celle de 1812 au corps d'observation de l'Elbe et au 4e corps de la Grande Armée, celle de 1813 au corps d'observation de l'armée d'Italie et celle de 1814 au 1er corps de cavalerie.

Une compagnie du régiment entrera dans l'organisation de la création du 29e régiment de chasseurs à cheval.

### 20echasseursà cheval
Le 20e régiment de chasseurs à cheval garde son nom et son rang obtenu en 1796.
Historique
Le 20e régiment de chasseurs à cheval fait les campagnes de l'an XII et de l'an XIII au camp de Brest, celle de l'an XIV au corps d'armée d'Irlande, celle de 1806 aux armées du Nord, de Batavie et de Hollande, celle de 1807 au 7e corps de la Grande Armée, celle de 1808 au corps de réserve de cavalerie de la Grande Armée, celle de 1809 à l'armée du Rhin, celle de 1810 à l'armée d'Espagne et au 2e corps de cavalerie de l'armée d'Allemagne, celle de 1811 aux armées d'Espagne, de Catalogne et de Portugal, celle de 1812 au corps d'observation de l'Elbe, celle de 1813 au 2e corps de la Grande Armée et celle de 1814 à l'armée d'Italie.

### 21echasseursà cheval
Le 21e régiment de chasseurs à cheval garde son nom et son rang obtenu en 1796.
Historique
Le 21e régiment de chasseurs à cheval fait les campagnes de l'an XIV à 1808 au 5e corps de la Grande Armée, celles de 1809 à 1812 à l'armée d'Espagne, celle de 1813 à l'armée d'Espagne et au 3e corps de cavalerie de la Grande Armée et celle de 1814 au 2e corps de cavalerie.

### 22echasseursà cheval
Le 22e régiment de chasseurs à cheval garde son nom et son rang obtenu en 1796.
Historique
Le 22e régiment de chasseurs à cheval fait les campagnes de l'an XIV au 6e corps de cavalerie de la Grande Armée, celles de 1806 et 1807 au 4e corps, celle de 1808 au corps d'observation des Pyrénées-Occidentales et à l'armée d'Espagne, celle de 1809 à l'armée d'Espagne, celle de 1810 aux armées d'Espagne et de Portugal, celles de 1811 et 1812 à l'armée de Portugal, celle de 1813 aux armées de Portugal, d'Espagne et au 5e corps de cavalerie de la Grande Armée et celle de 1814 à l'armée des Pyrénées.

### 23echasseursà cheval
Le 23e régiment de chasseurs à cheval garde son nom et son rang obtenu en 1796.
Historique
Le 23e régiment de chasseurs à cheval fait les campagnes de l'an XIII de l'an XIV et de 1806 à l'armée d'Italie, celles de 1807 et 1808 au [[corps
d'observation de la Grande Armée]], celle de 1809 au 4e corps de l'armée d'Allemagne, celle de 1810 au 4e corps de l'armée d'Allemagne et au corps d'observation de Hollande, celle de 1811 au corps d'observation de Hollande, celle de 1812 au corps d'observation de l'Elbe et au 2e corps de la Grande Armée, celle de 1813 au 2e corps de la Grande Armée et celle de 1814 à l'armée des Pyrénées et au 6e corps de cavalerie de la Grande Armée.

Une compagnie du régiment entrera dans l'organisation de la création du 29e régiment de chasseurs à cheval.

### 24echasseursà cheval
Le 24e régiment de chasseurs à cheval garde son nom et son rang obtenu en 1796.
Historique
Le 24e régiment de chasseurs à cheval fait la campagne de l'an XIV à l'armée d'Italie, celle de 1806 aux armées d'Italie et de Naples, celle de 1807 aux armées d'Italie et de Dalmatie, celle de 1808 à l'armée de Dalmatie et au 4e corps de la Grande Armée, celle de 1809 à l'armée de Dalmatie et au 4e corps de l'armée d'Allemagne, celle de 1810 au 4e corps de l'armée d'Allemagne, au camp de Boulogne et à l'armée d'Espagne, celle de 1811 au camp de Boulogne,aux armées d'Espagne et de Portugal et au camp d'Utrecht, celle de 1812 au corps d'observation de l'Elbe, celle de  1813 au 2e corps de la Grande Armée et celle de 1814 au 2e corps de cavalerie.

Une compagnie du régiment entrera dans l'organisation de la création du 29e régiment de chasseurs à cheval.

### 25echasseursà cheval
Le 25e régiment de chasseurs à cheval garde son nom et son rang obtenu en 1796.
Historique
Le 25e régiment de chasseurs à cheval fait la campagne de l'an XIV au camp de Bayonne, celle de l'an XIII à l'armée des Côtes, celle  de l'an XIV à l'armée d'Italie, celles de 1806, 1807 et 1808 à l'armée de Naples, celle de 1809 à l'armée d'Italie et au 11e corps de l'armée d'Allemagne, celle de 1810 à l'armée d'Illyrie, celle de 1811 à l'armée d'Italie, celle de 1812 au corps d'observation de l'Elbe, celle de 1813 au 3e corps de réserve de la Grande Armée et au 1er corps de cavalerie de la Grande Armée et celle de 1814 au 2e corps de cavalerie.

### 26echasseursà cheval
Le 26e régiment de chasseurs à cheval garde son nom et son rang obtenu en 1796.
Historique
Le 26e régiment de chasseurs à cheval fait les campagnes de l'an XIV et de 1806 au 4e corps de la Grande Armée, celle de 1807 au corps d'observation de la Gironde, celle de 1808 aux armées de Portugal et d'Espagne, celles de 1809 et 1810 à l'armée d'Espagne, celle de 1811 aux armées d'Espagne et de Portugal, celle de 1812 à l'[[armée de
Portugal]] et au corps de réserve de Bayonne, celle de 1813 à l'armée de Portugal, au 5e corps de cavalerie de la Grande Armée et au corps d'observation de Bavière et celle de 1814 an 1er corps de cavalerie de la Grande Armée.

### 27echasseursà cheval
Le 27e régiment de chasseurs à cheval est formé du régiment de chevau-légers belges du prince d'Arenberg ,créé le 30 septembre 1806.
Historique
Le régiment prend le nom de 27e régiment de chasseurs à cheval en 1808.

Il fait les campagnes de 1809 à 1812 à l'armée d'Espagne, celle de 1813 à l'armée d'Espagne, au 3e corps de cavalerie de la Grande Armée et au corps d'observation de Bavière et celle de 1814 au 5e corps de cavalerie de la Grande Armée.

### 28echasseursà cheval
Le 28e régiment de chasseurs à cheval est formé du régiment des dragons toscans créés par décret impérial du 7 janvier 1808 après l'annexion de la Toscane.
Historique
Le régiment prend le nom de 28e régiment de chasseurs à cheval le 29 mai 1808.

Le 28e chasseurs à cheval fait les campagnes de 1808 à 1811 à l'armée d'Espagne, celle de 1812 à l'armée de Portugal, au corps d'observation de l'Elbe et au 3e corps de la Grande Armée, celle de 1813 aux 3e et 13e corps de la Grande Armée et celle de 1814 au 5e corps de cavalerie de la Grande Armée.

### 29echasseursà cheval
Le 29e régiment de chasseurs à cheval est formé du 3e régiment provisoire de chasseurs créés par décret impérial du 10 mars 1808 et organisé au moyen d'une compagnie provenant des 14e, 15e, 19e 23e et 24e régiments de chasseurs à cheval.
Historique
Le régiment prend le nom de 29e régiment de chasseurs à cheval par décret du 22 août 1810.

Le 29e chasseurs à cheval fait les campagnes de 1810, 1811 et 1812 à l'armée de Catalogne, celle de 1813 à l'armée de Catalogne et au 3e corps de la Grande Armée et celle de 1814 à la garnison de Hambourg.

### 30echasseursà cheval
Le 30e régiment de chasseurs à cheval est créé à la fin de l'année 1810 des dragons de Hambourg, des chasseurs à cheval de la Légion hanovrienne et de conscrits de la 32e division militaire.
Historique
Le 18 juin 1811 le régiment prend le nom de 9e régiment de chevau-légers lanciers.

Après cette date le no 30 devient vacant.

### 31echasseursà cheval
Le 31e régiment de chasseurs à cheval est formé par décret du 7 septembre 1811, des 1er et 2e régiments provisoires de cavalerie légère à la fin de l'année 1810 avec différents détachements provenant de différents corps de cavalerie légère de l'armée d'Espagne.
Historique
Le régiment fait la campagne de 1811 à l'armée de Portugal, celles de 1812 et 1813 à l'armée d'Espagne, celle de 1814 à l'armée d'Espagne, au 3e corps de cavalerie de la Grande Armée, au corps d'observation de l'armée d'Italie et en France.

## Régiments de hussards

### 1erhussards
Le 1er régiment de hussards garde son nom et son rang obtenu en 1796.
Historique
Le 1er régiment de hussards fait les campagnes de l'an XIV et de 1806 au 6e corps de la Grande Armée, celle de 1807 au corps de cavalerie légère de réserve, celle de 1808 au 4e corps de cavalerie de la Grande Armée, celle de 1809 à l'armée d'Espagne, celle de 1810 et 1811 aux armées d'Espagne et de Portugal, celle de 1812 aux armées d'Espagne, de Portugal et de Catalogne, celle de 1813 aux armées d'Espagne, de Portugal, de Catalogne, au 3e corps de cavalerie de la Grande Armée et au corps d'observation de l'armée d'Italie et celle de 1814 à l'armée d'Italie. En 1815, il est à la 6e division de réserve de cavalerie.

### 2ehussards
Le 2e régiment de hussards garde son nom et son rang obtenu en 1796.
Historique
Le 2e régiment de hussards fait les campagnes de l'an XII, de l'an XIII et de l'an XIV dans le Hanovre, celles de 1806 et 1807 au 1er corps de la Grande Armée, celles de 1808 à 1811 à l'armée d'Espagne, celle de 1812 aux armées d'Espagne et de Catalogne, celle de 1813 aux armées d'Espagne, de Catalogne et au 5e corps de cavalerie de la Grande Armée et celle de 1814 à l'armée des Pyrénées et au 6e corps de cavalerie. En 1815 il est au 5e corps d'armée.

### 3ehussards
Le 3e régiment de hussards garde son nom et son rang obtenu en 1796.
Historique
Le 3e régiment de hussards fait les campagnes de l'an XII et de l'an XIII au camp de Montreuil, celle de l'an XIV à l'armée des Côtes, celles de 1806 et 1807 au 6e corps de la Grande Armée et au 2e corps de réserve de cavalerie de la Grande Armée, celles de 1808 et 1809 à l'armée d'Espagne, celles de 1810, 1811 et 1812 à l'armée de Portugal, celle de 1813 à l'armée de Portugal, au 5e corps de cavalerie de la Grande Armée et au corps d'observation de Bavière et celle de 1814 au 5e corps de cavalerie de la Grande Armée. En 1815 il est au 5e corps d'armée.

### 4ehussards
Le 4e régiment de hussards garde son nom et son rang obtenu en 1796.
Historique
Le 4e régiment de hussards fait les campagnes de l'an XII, de l'an XII et de l'an XIV en Hanovre, celles de 1806 et 1807 au 1er corps de la Grande Armée, celles de 1809 à 1810 à l'armée d'Espagne, celle de 1811 aux armées d'Espagne et d'Aragon, celle de 1812 à l'armée d'Aragon, celle de 1813 à l'armée d'Aragon et au 5e corps de la Grande Armée et celle de 1814 à l'armée de Lyon et au 6e corps de la Grande Armée. En 1815 il est au 7e corps d'armée.

### 5ehussards
Le 5e régiment de hussards garde son nom et son rang obtenu en 1796.
Historique
Le 5e régiment de hussards fait les campagnes de l'an XII, de l'an XII et de l'an XIV en Hanovre, celle de 1806 au 1er corps de la Grande Armée, celles de 1807 et 1808 au corps de réserve de cavalerie, celle de 1809 à l'armée du Rhin et au 5e corps de cavalerie de réserve de l'armée d'Allemagne, celle de 1810 au 3e corps de l'armée d'Allemagne et à l'armée d'Espagne, celle de 1811 aux armées d'Espagne et de Portugal, celle de 1812 au corps d'observation de l'Elbe et au 2e corps de réserve de la Grande Armée, celle 1813 au 2e corps de réserve et celle de 1814 au 2e corps de cavalerie. En 1815 il est au 5e corps d'armée.

### 6ehussards
Le 6e régiment de hussards garde son nom et son rang obtenu en 1796.
Historique
Le 6e régiment de hussards fait les campagnes de l'an XII et de l'an XIII au camp d'Utrecht, celle de l'an XIV au 2e corps de la Grande Armée, celles de 1806 et 1807 aux armées de Frioul et d'Italie, celle de 1808 à l'armée d'Italie, celle de 1809 à l'armée d'Allemagne, celles de 1810 et 1811 à l'armée d'Italie, celle de 1812 au corps d'observation de l'Elbe et à la 5e division de réserve de la Grande Armée, celle de 1813 à la 5e division de réserve
et au 1er corps de  cavalerie et celle de 1814 au 1er corps de cavalerie. En 1815 il est au 4e corps d'armée.

### 7ehussards
Le 7e régiment de hussards garde son nom et son rang obtenu en 1796.
Historique
Le 7e régiment de hussards fait les campagnes de l'an XII et de l'an XIII au camp de Bruges, celles de l'an XIV et de 1806 au 3e corps de cavalerie de la Grande Armée et à la 2e division de réserve de la Grande Armée, celles de 1807 et de 1808 au corps de réserve de cavalerie de la Grande Armée et à l'armée de Silésie, celles de 1809 et 1810 à l'armée du Rhin et au 5e corps de réserve de l'armée d'Allemagne, celle de 1811 au 3e corps de l'armée d'Allemagne et au corps d'observation de l'Elbe, celle de 1812 au corps d'observation et au 1er corps de réserve de la Grande Armée et celles de  1813 et 1814 au 1er corps de réserve de cavalerie. En 1815 il est au 1er corps
d'armée.

### 7ebis hussards
Le 7e régiment bis de hussards garde son nom et son rang obtenu en 1796 jusqu'au 2 nivôse an XII (23 décembre 1802), date ou il devient le 28e régiment de dragons.

### 8ehussards
Le 8e régiment de hussards garde son nom et son rang obtenu en 1796.
Historique
Le 8e régiment de hussards fait les campagnes de l'an XII et de l'an XIII au camp de Saint-Omer, celles de l'an XIV à 1808 au 4e corps de cavalerie de la Grande Armée, celle de 1809 à l'armée d'Allemagne, celle de 1810 au corps d'observation de Hollande, celle de 1811 à l'armée d'Allemagne, celles de 1812 et 1813 au 1er corps de cavalerie de la Grande Armée et celle de 1814 en France.

### 9ehussards
Le 9e régiment de hussards garde son nom et son rang obtenu en 1796.
Historique
Le 9e régiment de hussards fait les campagnes de l'an XII et de l'an XIII au camp de Saint-Omer, celles de l'an XIV et de 1806 au 5e corps de la Grande Armée, celles de 1807 et 1808 au corps d'armée de cavalerie de réserve, celle de 1809 à l'armée du Rhin et 2e corps de l'armée d'Allemagne, celle de 1810 au 2e corps de l'armée d'Allemagne et à l'armée d'Espagne, celle de 1811 à l'armée d'Espagne, celle de 1812 au corps d'observation de réserve de l'armée d'Espagne, et au corps d'observation de l'Elbe, feront les campagnes de 1812 en Russie e, celle de 1813 en Allemagne et celle de 1814 en France  au 2e corps de cavalerie de la Grande Armée.

### 9ebis hussards
Le 9e régiment bis de hussards est créé par décret du 10 janvier 1812 avec les 2e, 3e et 4e escadrons du 9e régiment de hussards, resté en Espagne
Historique
Le 9e régiment bis de hussards fait la campagne de 1812 à l'armée d'Aragon et au corps d'observation de l'Ebre.
 
Par décret en date du 17 février 1813, le 9e régiment bis de hussards devient le 12e régiment de hussards

### 10ehussards
Le 10e régiment de hussards garde son nom et son rang obtenu en 1796.
Historique
Le 10e régiment de hussards fait la campagne de l'an XII au camp de Bayonne, celle de l'an XIII au corps de réserve de cavalerie de la Grande Armée, celle de l'an XIV à 1808 au 5e corps de la Grande Armée et au 5e corps de réserve de cavalerie de la Grande Armée, celles de 1809, 1810 et 1811 au 5e corps de l'armée d'Espagne, celle de 1812 aux armées d'Espagne et d'Aragon, celle de 1813 au 11e corps de la Grande Armée et au 5e corps de cavalerie de la Grande Armée et celle de 1814 au 2e corps de cavalerie de la Grande Armée.

### 11ehussards
Le 11e régiment de hussards garde son nom et son rang obtenu en 1796 jusqu'au 2 nivôse an XII (23 décembre 1802), date ou il devient le 29e régiment de dragons.

Le no  reste vacant jusqu'au 25 décembre 1810, date à laquelle un nouveau 11e régiment de hussards est formé à Arras avec le 2e régiment de hussards hollandais.
Historique
Le 11e régiment de hussards fait la campagne de 1812 au corps d'observation de l'Elbe et au 5e corps de la Grande Armée, celle de 1813 au 5e corps de la Grande Armée et au 2e corps de cavalerie de la Grande Armée et celle de 1814 au 2e corps de cavalerie de la Grande Armée.

### 12ehussards
Le 12e régiment de hussards garde son nom et son rang obtenu en 1796 jusqu'au 2 nivôse an XII (23 décembre 1802), date ou il devient le 30e régiment de dragons.

Le no  reste vacant jusqu'au 17 février 1813, date à laquelle un nouveau 12e régiment de hussards est formé avec le 9e régiment bis de hussards.
Historique
Le 12e régiment de hussards fait la campagne de 1813 à l'armée d'Aragon et au 3e corps de cavalerie de la Grande Armée et celle de 1814 au 6e corps de cavalerie de la Grande Armée et à l'armée de Lyon.

### 13ehussards
Le 13e régiment de hussards est formé le 1er janvier 1814 avec le régiment de hussards de Westphalie.

### 14ehussards
Le 14e régiment de hussards est formé le 28 janvier 1814 avec différents détachements de hussards de l'armée d'Espagne.

## Infanterie
Le Premier Consul prescrivit, par décret du 1er vendémiaire an XII (24 septembre 1803), une nouvelle réorganisation de l'armée révolutionnaire française; cette troisième réorganisation de la période Révolutionnaire est également connue sous les noms de réorganisation de 1803 ou réorganisation de l'an XII, afin de réorganiser l'infanterie.